# Лабор, Жан
Жан Лабо́р (Лаборд, фр. Jean Laborde; 16 октября 1805, Ош, Франция — 27 декабря 1878, Антананариву, Мадагаскар) — французский промышленник, организовавший на Мадагаскаре первое промышленное производство. Жан Лабор был главным инженером королевства Имерина при королеве Ранавалуне I. Первый консул Франции на Мадагаскаре.

## Биография

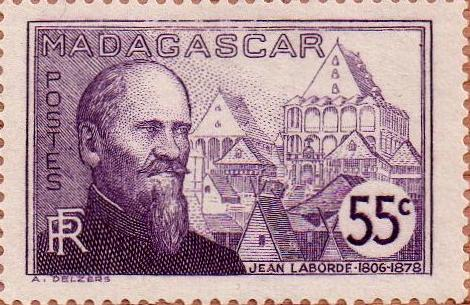
Жан Лаборде на почтовой марке Мадагаскара 1938 г.

Сын кузнеца. С 1815 до 1818 год обучался в колледже, с 1819 по 1822 года работал подмастерьем в кузнице отца. С 1823 по 1826 году служил в драгунском полку, окончил службу в чине сержанта.
В 1831 году Жан Лабор, в возрасте 26 лет, оказался после кораблекрушения на Мадагаскаре, где вскоре, завоевав доверие у правительства Имерины, получил большие участки земли и материальные средства для обеспечения вооружениями мадагаскарской армии. С помощью других пяти европейцев-инженеров он создал промышленные производства и технологический центр. Не имея импортной техники из Европы, инженеры за пять лет смогли организовать на Мадагаскаре полный производственный цикл по производству железа, стали, оружия, пороха, пушек, водяных мельниц, стекла, прядильных и ткацких станков. Были построены доменные печи с водяными двигателями для производства чугуна, основаны заводы, производящие пружинную сталь, стекло, кирпич, цемент, текстиль и вооружение. 
Кроме этого, Жан Лабор построил для королевской семьи четырёхэтажный дворец Рува (Антананариву) и гробницу Райнихару, строил в различных частях острова шахты, дороги, мосты и небольшой участок железной дороги на конной тяге.
В 1857 году Жан Лабор был втянут в заговор против Ранавалуны I, который спровоцировал Жозеф-Франсуа Ламбер и был вынужден покинуть Мадагаскар. После смерти Ранавалуны I, при короле Радаме II, он вернулся на остров. Наполеон III назначил его консулом Франции на Мадагаскаре.
Жан Лабор умер на Мадагаскаре 27 декабря 1878 года.

## Эпонимы
Вид хамелеонов Furcifer labordi, обитающий на Мадагаскаре, назван в честь Лабора.

## Источник
- Wolf Angebauer: Die Aufzeichnungen des Maonjana aus dem Madagaskar des frühen 19. Jahrhunderts. Eine historische Erzählung. Jerry Bedu-Addo Books on African Studies, Schriesheim 1998, ISBN 3-927198-15-3
- Roland Barraux, Andriamampionona Razafindramboa: Jean Laborde. Un Gascon à Madagascar. 1805—1878. L’Harmattan, Paris u. a. 2004, ISBN 12-475-6956-X
- J. Chauvín: Jean Laborde. 1805—1878. (= Mémoires de l’Académie malgache; 29). Pitot de la Beaujardière, Tananarive 1939
- Eugène David-Bernard: Ramose ou la vie aventureuse de Jean Laborde (1805—1878). (= Bibliothèque de L’Institut Maritime et Colonial). Le Liseron, Paris 1946
- Patrick Ribot: Jean Laborde. Un illustre méconnu. Éditions Orphie, Saint-Denis 2005, ISBN 2-87763-296-2